# فرید بغلانی
فرید بغلانی (درگذشته ۲۲ آبان ۱۳۸۹) قاتل سریالی معروف به قاتل دوچرخه سوار در «بهمنشیر» آبادان و خرمشهر بود.
این جنایتکار ۴۰ ساله که در ۲۶ شهریور سال ۱۳۸۷ هجری شمسی دستگیر شد، به قتل ۱۵ زن و یک پسر بچه اعتراف کرد و گفت: «به خاطر کینه‌ای که از زن‌ها در دل داشتم تصمیم گرفتم برای انتقام، آنها را به قتل برسانم. به همین خاطر از اواخر سال ۸۳ قتل‌ها را آغاز کرده و با مشاهده زنان تنها آنها را با ضربه‌ای سنگین به قتل می‌رساندم.»

## کودکی و بزرگسالی
فرید بغلانی در سال ۱۳۴۷ در آبادان به دنیا آمد. اطلاعات کمی در مورد تربیت او وجود دارد، به غیر از این واقعیت که او توسط مادر و پدربزرگ بزرگ شده است. به گفته فرید، او معتقد بود که مادرش در واقع در چند سال اول زندگی‌اش دختر عموی او بوده و حتی پس از اطلاع از این حقیقت، روابط آنها تیره شده است، زیرا او اغلب فرید را مورد آزار و اذیت قرار می‌داد. در نتیجه، او به پدربزرگش وابسته شد که در آن منطقه به دلیل حمله و ضرب و شتم زنان در خیابان‌ها بدنام بود، ویژگی ای که تأثیر زیادی بر نوه او گذاشت.
بغلانی وقتی بالغ شد ازدواج کرد و صاحب چهار فرزند شد و شغل کارگری و باغبانی برای خانواده‌های ثروتمند آبادان پیدا کرد. با گذشت سالها، انگیزه‌های زن ستیزانه او افزایش یافت و در نهایت منجر به دو محکومیت برای حمله شد: یکی در سال ۱۳۷۳، که به خاطر آن یک سال زندان بود، و دیگری در سال ۱۳۷۷، که به خاطر آن چهار سال محکوم شد. بغلانی در حین گذراندن دوران محکومیت خود تصمیم گرفت که پس از آزادی به قتل قربانیان خود به عنوان تلافی برای انداختن او به زندان اقدام کند.

## قتل‌ها

بازسازی صحنه‌های قتل فرید بغلانی

مدتی کوتاه پس از آزادی در سال ۱۳۸۲، بغلانی به شغل قبلی خود بازگشت، اما هنگامی که کار را ترک کرد، سوار دوچرخه خود شد و در نخلستان‌ها به جستجوی قربانیان پرداخت. وی پس از دستگیری در مجموع به ۱۶ قتل اعتراف کرد که دو قتل در خرمشهر و بقیه در آبادان بود. قتل‌ها به شرح زیر بود:
اواخر سال ۱۳۸۳: قتل دختر جوانی به نام نور پورعلی در نخلستانی در نزدیکی خرمشهر. بغلانی پس از این قتل از شهر گریخت، اما پس از چند ماه، بار دیگر هوس کشتن کرد.
۲۲ شهریور ۱۳۸۴: بغلانی هنگام عبور از کنار رودخانه اروند، دختر ۱۰ ساله ای را دید که به تنهایی راه می‌رفت. بر او سوار شد و با میله آهنی بر سرش زد و او را کشت. وقتی قصد فرار داشت، دید که حسین پسر عموی ۱۰ ساله دختر متوجه او شده است. سپس پسر جوان را نیز کشت و سپس هر دو کودک را در یک تپه شنی دفن کرد.
۱۵ آبان ۱۳۸۴: بغلانی دختر ۱۳ ساله ای به نام خدیجه مقدم را کشت. پس از این قتل، او تصمیم گرفت که تا با حمله به قربانیانش از پشت آسانتر آنها را به قتل برساند.
آذر تا دی ۱۳۸۴: بغلانی پس از دیدن لامیه سواری ۲۸ ساله در حال قدم زدن در کنار کانال بهمنشیر، از دوچرخه خود پیاده شد، به او رسید و او را با میله آهنی تا حد مرگ کتک زد. پس از کشتن او، جسد را در تپه‌های شنی مجاور دفن کرد.
۲۹ بهمن ۱۳۸۵: زنی که فقط نام کوچک او «مهین» شناسایی شد، در نزدیکی نخلستانی در آبادان کشته شد. بغلانی از پشت به او نزدیک شده بود و با میله آهنی به سرش زده بود.
بهمن تا تیر ۱۳۸۵: قتل فاطمه ناصری ۱۲ ساله در خرمشهر. جزئیاتی در مورد این جنایت ارائه نشده است.
۲۵ تیر ۱۳۸۵: حوالی ساعت ۱۰:۳۰ صبح، بغلانی مریم حدادی ۱۱ ساله را در حال بازی پشت بیمارستان تغلانی آبادان دید. او از دوچرخه خود پیاده شد، به سمت دختر رفت و با میله آهنی به پای دختر زد و سپس به سر او ضربه مهلکی زد. سپس دستبندها و جواهرات دختر را دزدید و جسد او را در کنار جاده انداخت.
۲۹ مرداد ۱۳۸۵: قتل سیه عاطفه پورمحمود ۹ ساله در آبادان. جزئیاتی در مورد این جنایت ارائه نشده است.
مرداد تا آبان ۱۳۸۵: بغلانی در حین گشت و گذار در اطراف آبادان با دوچرخه خود با نرگس خلفی ۹ ساله مواجه شد که در حین دوچرخه سواری با چوب به وی ضربه زد. پس از آنکه دختر بر زمین افتاد، به سوی او برخاست و جمجمه او را با میله آهنی له کرد.
آذر ماه ۱۳۸۵: بغلانی در حین تعقیب نخلستان‌های نزدیک آبادان، زنی ۴۰ ساله به نام ندیمه معرژ را تا حد مرگ مورد ضرب و شتم قرار داد.
۱۵ فروردین ۱۳۸۶: قتل آمنه شفیعی ۴۵ ساله. جزئیاتی در مورد این جنایت ارائه نشده است.
یک ماه بعد، بغلانی به‌خاطر یکی از قتل‌ها دستگیر شد، اما پس از اینکه پلیس نتوانست مدارک کافی برای طرح اتهام علیه او جمع‌آوری کند، به قید وثیقه آزاد شد.
۱۶ شهریور ۱۳۸۶: قتل یک زن ۵۰ ساله که فقط با نام «خدیجه» شناسایی شد. جزئیاتی در مورد این جنایت ارائه نشده است.
۱۶ فروردین ۱۳۸۷: قتل خدیجه رئیسی ۵۰ ساله در آبادان که جسد او را به رودخانه انداخت.
۶ خرداد ۱۳۸۷: بغلانی فاطمه کروشات ۹ ساله را ربود و به ساختمانی متروک کشاند و در آنجا با میله آهنی او را تا حد مرگ کتک زد.

## دستگیری
در آذر ماه ۱۳۸۷، فرید بغلانی پس از شناسایی توسط یک قربانی بازمانده توسط پلیس آبادان دستگیر شد. این زن، فوزیه، در ماه مهر با چاقو مورد حمله قرار گرفته بود و تقریباً مرده بود، اما توانست از جراحاتش جان سالم به در ببرد و اقدام به قتل را به پلیس گزارش دهد.
در بازجویی‌های بعدی، بغلانی به ضرب و شتم فوزیه اعتراف کرد و پس از شواهدی که او را قاتل دوچرخه‌سوار گریزان می‌دانست، سرانجام به ۱۶ قتل در چهار سال گذشته اعتراف کرد. بغلانی حتی به اشتباهاتی که رسانه‌ها در گزارش قتل‌ها داشتند اشاره کرد و صحنه جنایت را برای هر قتل به درستی بازسازی کرد. بغلانی توضیح داد که او از روی نفرت نسبت به جنس ضعیف تر عمل کرده است و پس از هر قتل، کمی احساس گناه می‌کرده است، اما برای جلوگیری از ارتکاب بیشتر او کافی نبوده است.
پس از یک آزمایش مقدماتی روان‌پزشکی، که او را برای محاکمه عاقل تشخیص داد، به دادگاه آورده شد و متهم به قتل شد. بغلانی که با مجازات احتمالی اعدام روبرو شد، اعترافات خود را پس گرفت و مدعی شد که برای امضای اعترافات توسط مقامات پلیس شکنجه شده است. ادعاهای او جدی گرفته نشد و او به اعدام محکوم شد.

## اعدام
فرید بغلانی در ۲۲ آبان ۱۳۸۹ در زندان کارون اهواز در حالی که پدر و مادرش شاهد اعدام بودند به دار آویخته شد.

## مقتولین
۱۵ زن و دختر و یک پسربچه از تاریخ اسفند سال ۱۳۸۳ تا خرداد سال ۱۳۸۷.